# Čudsko jezero
Čudsko jezero ali Čudsko-Pskovsko jezero (estonsko Peipsi-Pihkva järv, rusko Чудско-Псковское озеро, Псковско-Чудское озеро, latinizirano: Čudsko-Pskovskoje ozero, Pskovsko-Čudskoje ozero, nemško Peipus ali Peipussee) je največje čezmejno jezero v Evropi, na meji med Estonijo in Rusijo.
Jezero je peto največje v Evropi za Ladoškim in Oneškim jezerom (v Rusiji severno od Sankt Peterburga), jezerom Vänern (na Švedskem) in jezerom Saimaa (na Finskem).
Jezero je ostanek vode, ki se v zadnjih ledenih dobah redno zbira ob vznožju velikih, trajnih arktičnih ledenih plošč. Pokriva 3555 km² in ima povprečno globino 7,1 m, najgloblja točka pa je 15 m. Jezero ima več otokov in je sestavljeno iz treh delov:
- Čudsko jezero (estonsko Peipsi-Pihkva järv, rusko Чудское озеро), severni del jezera, s površino 2611 km² ali 73 %
- Pskovsko jezero (estonsko Pihkva järv, rusko Псковское озеро), južni del jezera (površina 708 km² ali 20 %
- Toplo jezero (estonsko Lämmijärv, rusko Тёплое озеро), preliv, ki povezuje oba dela jezera (površina 236 km² ali 7 %

Jezero se uporablja za ribolov in rekreacijo, vendar je trpelo zaradi poslabšanja okolja zaradi kmetijstva iz sovjetske dobe. V jezero se izliva približno 30 rek in potokov. Največji reki sta Emajõgi in Velikaja. Jezero se preko reke Narve izliva v Finski zaliv.
Leta 1242 je bilo jezero prizorišče bitke na zaledenelem jezeru (rusko Ледовое побоище; estonsko Jäälahing) med Tevtonskimi vitezi in Novgorodci pod knezom Aleksandrom Nevskim.

## Nastanek
Jezero je ostanek večjega vodnega telesa, ki je obstajalo na tem območju v nekdanji ledeni dobi. V paleozojski dobi, pred 300–400 milijoni let, je celotno ozemlje sodobnega Finskega zaliva pokrivalo morje. Njegov sodobni relief je nastal kot posledica ledeniških dejavnosti, od katerih se je zadnja, Weichselska poledenitev, končala pred približno 12.000 leti.

## Topografija in hidrografija
Bregovi Čudskega jezera imajo gladke obrise in tvorijo samo en velik zaliv – Raskopelski zaliv. Nizke obale jezera so večinoma sestavljene iz šote in so obrobljene s prostranimi nižinami in močvirji, ki so spomladi poplavljeni s poplavno površino do 1000 km².Tu so peščene sipine in griči, pokriti z borovim gozdom. Ob peščenih obalah se razprostira 200–300 metrov širok odsek plitve vode.
|        | Vodna bilanca               | Volumen |
| ------ | --------------------------- | ------- |
| Pritok | Padavine                    | 560 mm  |
| Pritok | Površinska in podzemna voda | 3150 mm |
| Iztok  | pretok                      | 3390 mm |
| Iztok  | Izhlapevanje                | 320 mm  |

Relief dna je enakomeren in raven, ob obalah se postopoma dviguje in je pokrit z muljem, ponekod s peskom. Najgloblja točka 15,3 metra je v jezeru Teploe, 300 metrov od obale.
Jezero je dobro tekoče, z letnim dotokom vode približno polovico celotne količine vode.
Voda v jezeru je sladka, z nizko prosojnostjo približno 2,5 metra zaradi planktona in suspendiranih usedlin, ki jih povzroča rečni tok. Vodni tokovi so šibki 5–9 cm/s;  povzroča jih veter in se ustavijo, ko poneha. Vendar je med spomladansko poplavo stalen površinski tok od severa proti jugu.
Zaradi majhne globine se jezero hitro segreje in ohladi. Temperatura vode julija doseže 25–26 °C. Jezera zmrznejo konec novembra – v začetku decembra in se odtajajo konec aprila – v začetku maja, najprej jezeri Teploe in Pihkva ter nato Peipus jezero. Vendar pa je zaradi nedavnih podnebnih sprememb Peipus jezero zdaj običajno začelo zmrzovati pozneje v decembru in se odtajati veliko prej v aprilu.
|                        |          |                     |
| Obala južno od Mustvee | Kallaste | pristanišče Mustvee |

## Porečje in otoki
V jezero se izliva okoli 30 rek. Največji sta Velikaja in Emajõgi; manjše reke so Zadubka, Čerma, Gdovka, Kuna, Torohovka, Remda, Rovja, Dželča, Černaja, Lipenka, Starceva, Borovka, Abija, Obdeh, Piusa, Võhandu, Kodza, Kargaja, Omedu, Tagajõgi in Alajõgi. Jezero izliva samo ena reka, Narva, v Baltsko morje.
Jezero vsebuje 29 otokov s skupno površino 25,8 km2, še 40 otokov pa je v delti reke Velikaja. Otoki so nizka mokrišča, ki so v povprečju dvignjena nad površino jezera le 1–2 metra (največ 4,5 metra) in zato trpijo zaradi poplav. Največji otoki so Piirissaar (površina 7,39 km2), ki je na južnem delu Čudskega jezera), Kolpina (površina 11 km2, v jezeru Pihkva) in Kamenka (površina 6 km2). V središču jezera Pihkva je skupina Talabskih otokov (Talabsk, Talabenets in Verkhniy).

## Rastlinstvo in živalstvo
Jezero gosti 54 vrst obalne vodne flore, vključno trstika, pravi kolmež (Acorus calamus), Scirpus, kobulasta vodoljuba (Butomus), mali rogoz (Typha angustifolia) in vodnim pastinakom (Sium latifolium). Plavajoče rastline so redke in so samo treh vrst: Sagittaria, rumeni blatnik in vodni dresnik (Persicaria amphibia).
V jezeru živijo navadni ostriž, sander, ploščič, rdečeoka (Rutilus), ozimica (Coregonus), evropski snetec (Osmerus eperlanus) in druge vrste rib. 
Mokrišča obalnega pasu jezera so pomembna počivališča in krmišče za labode, gosi in race, ki se selijo med Belim in Baltskim morjem ter v zahodno Evropo. Čudsko jezero je eno glavnih postankov za Bewickovega laboda (Cygnus columbianus). Labodi zapustijo svoja gnezdišča na ruski Arktiki, ki je oddaljena 1600 kilometrov in jezero je za mnoge prva postaja. Labodi le redko preletijo več kot 1900 kilometrov brez goriva, zato so blizu meja svoje vzdržljivosti, ko dosežejo jezero.

## Ekologija
Ekološko stanje porečja je na splošno zadovoljivo – voda je večinoma I. in II. stopnje (čista), v nekaterih rekah pa zaradi visoke vsebnosti fosforja III. Stanje vode v rekah se je od leta 2001–2007 izboljšalo, vendar se populacija modro-zelenih alg povečuje. Glavna težava Čudskega jezera je njegova evtrofikacija.
- Navadni ostriž
- Ploščič
- Rdečeoka
- Sander

## Gospodarstvo
Mesta na bregovih so razmeroma majhna. To so: Mustvee (1610 prebivalcev), Kallaste (1260 prebivalcev) in Gdov (4400 prebivalcev). Največje mesto Pskov (202.000 prebivalcev) stoji ob reki Velikaja, 10 kilometrov od jezera. Ladijska plovba je dobro razvita in služi ribištvu, prevozu blaga in potnikov ter turističnim ogledom. Slikovite obale jezera so priljubljena destinacija za turizem in rekreacijo v številnih turističnih kampih in sanatorijih.

## Zgodovina
Leta 1242 je južni del Čudskega jezera gostil veliko zgodovinsko bitko, v kateri so novgorodske čete pod vodstvom Aleksandra Nevskega premagale tevtonske viteze. Bitka je izjemna po tem, da se je večinoma odvijala na zamrznjeni površini jezera in se zato imenuje bitka na ledu.
Največje mesto na jezeru, Pskov, je tudi eno najstarejših mest v Rusiji, znano vsaj od leta 903 našega štetja iz zapisa v Primarni kroniki Lavrentijanskega kodeksa. Mesto je imelo določeno mero neodvisnosti, čeprav so v njem prevladovali njegovi sosedje – Novgorod, Litva in Moskovija - in je bilo sčasoma vključeno v rusko državo. V mestu je ostalo več zgodovinskih stavb, med drugim samostan Mirožski (1156, ki vsebuje znamenite freske 14–17. stoletja), Pskovski kremelj (14–17. stoletja) s petkupolno stolnico sv. Trojice (1682–1699), cerkve v Ivanovu ( do 1243), Snetogorski samostan (13. stoletje), cerkev Vasilija (1413), cerkev Kozme in Damjana (1462), cerkev sv. Jurija (1494) in druge.
Gdov je bil ustanovljen leta 1431 kot trdnjava in je postal mesto leta 1780; edini ostanki zgodovinskega Gdovskega kremlja so tri trdnjavska obzidja.
Kallaste so v 18. stoletju ustanovili staroverci, ki so pobegnili z območja Novgoroda, v mestu pa je še vedno delujoča ruska pravoslavna staroobredna cerkev. V bližini Kallaste je ena največjih površin devonskega peščenjaka z dolžino 930 metrov in največjo višino 8 metrov, pa tudi več jam in ena največjih kolonij lastovk v Estoniji.
|                   |                  |
| Samostan Mirožski | Pskovski kremelj |